# 6632 Scoon
6632 Scoon (1984 UX1) là một tiểu hành tinh vành đai chính được phát hiện ngày 29 tháng 10 năm 1984 bởi E. Bowell ở Anderson Mesa.